# Caseya shastensis
Caseya shastensis är en mångfotingart som beskrevs av Gardner och Shelley 1989. Caseya shastensis ingår i släktet Caseya och familjen Caseyidae. Inga underarter finns listade i Catalogue of Life.